# Apocalypse Show
Apocalypse Show è stato un programma televisivo andato in onda fra l'aprile ed il maggio del 2007 in prima serata su Rai 1.

## Il programma
Ideato dall'autore Diego Cugia, fu un varietà ma anche un programma di denuncia sociale e approfondimento sulla fine del mondo, da cui il titolo che premonizzava un futuro "olocausto ecologico". Non mancarono momenti ironici con la soubrette spagnola Esther Ortega e l'attore e cabarettista Fabio De Luigi: i due però abbandonarono la trasmissione dopo le prime due puntate. In seguito a questa decisione il programma venne ribattezzato Vietato Funari e i due intrattenitori furono sostituiti da Morena Zapparoli, moglie di Funari.
L'orchestra era diretta dal chitarrista Savino Cesario e tra i suoi componenti citiamo Silvano Belfiore (che sarà in seguito direttore d'orchestra nei programmi Crozza nel Paese delle Meraviglie e Fratelli di Crozza), Paolo Favini, Stefano Re, Silvio Verdi, Valentina Naselli, Andrea Tofanelli e Dario Cecchini, fondatore della band "Funk Off".
Rimase invece "fedele" a Funari per tutte e cinque le puntate andate in onda la valletta Oksana Andersson. Ebbe in maggioranza ospiti di stampo musicale come Edoardo Bennato, Lucio Dalla, Mick Hucknall dei Simply Red, Katherine Jenkins, Chubby Checker, Nada, Milva, Marco Ferradini, Little Tony, Bobby Solo, Franco Califano e Simone Cristicchi, Irene Grandi, nonché cantanti noti soprattutto a livello locale come Federico Salvatore e Alessandro Mancuso. Intervennero anche attori come Gérard Depardieu, Maria Grazia Cucinotta e Anna Falchi e presentatori come Mike Bongiorno e Alba Parietti. Tra gli invitati figura anche Panapasi Nelesone, portavoce del governo delle isole Tuvalu.

## Accoglienza
La trasmissione era stata lanciata da un promo che, citando una famosa scena del film di Federico Fellini Amarcord, vedeva il conduttore Gianfranco Funari arrampicato su un albero gridare in dialetto romanesco:
Gli ascolti bassi della prima puntata segnarono già una brusca battuta d'arresto all'entusiasmo per il ritorno di Funari su una rete Rai. La settimana seguente la trasmissione ottenne il più basso tasso d'ascolti registrato da Rai 1 in prima serata, cosa che spinse De Luigi, Ortega e Cugia a lasciare lo show, a questo punto denominato Vietato Funari. La terza puntata registrò un ulteriore calo di share, ma nonostante ciò il direttore della rete Fabrizio Del Noce lasciò che il programma giungesse, come previsto, fino alla quinta puntata.